# Дейвисон (округ)
Округ Де́йвисон (англ. Davison County) располагается в штате Южная Дакота, США. Официально образован в 1873 году. По состоянию на 2010 год, численность населения составляла 19 504 человек.

## География
По данным Бюро переписи США, общая площадь округа равняется 1131,831 км2, из которых 1129,241 км2 суша и 3,626 км2 или 0,310 % это водоёмы.

## Население
По данным переписи населения 2000 года в округе проживает 18 741 житель в составе 7 585 домашних хозяйств и 4 770 семей. Плотность населения составляет 17,00 человек на км2. На территории округа насчитывается 8 093 жилых строений, при плотности застройки около 7,00-ми строений на км2. Расовый состав населения: белые — 96,23 %, афроамериканцы — 0,27 %, коренные американцы (индейцы) — 1,98 %, азиаты — 0,43 %, гавайцы — 0,02 %, представители других рас — 0,30 %, представители двух или более рас — 0,77 %. Испаноязычные составляли 0,69 % населения независимо от расы.
В составе 31,10 % из общего числа домашних хозяйств проживают дети в возрасте до 18 лет, 51,40 % домашних хозяйств представляют собой супружеские пары проживающие вместе, 8,20 % домашних хозяйств представляют собой одиноких женщин без супруга, 37,10 % домашних хозяйств не имеют отношения к семьям, 30,80 % домашних хозяйств состоят из одного человека, 13,40 % домашних хозяйств состоят из престарелых (65 лет и старше), проживающих в одиночестве. Средний размер домашнего хозяйства составляет 2,38 человека, и средний размер семьи 3,00 человека.
Возрастной состав округа: 25,40 % моложе 18 лет, 12,00 % от 18 до 24, 25,90 % от 25 до 44, 20,40 % от 45 до 64 и 20,40 % от 65 и старше. Средний возраст жителя округа 36 лет. На каждые 100 женщин приходится 94,10 мужчин. На каждые 100 женщин старше 18 лет приходится 91,80 мужчин.
Средний доход на домохозяйство в округе составлял 33 476 USD, на семью — 44 357 USD. Среднестатистический заработок мужчины был 30 825 USD против 20 940 USD для женщины. Доход на душу населения составлял 17 879 USD. Около 8,20 % семей и 11,50 % общего населения находились ниже черты бедности, в том числе — 11,30 % молодежи (тех, кому ещё не исполнилось 18 лет) и 10,40 % тех, кому было уже больше 65 лет.